# Amphibious cargo ship
Un Amphibious cargo ship (ou cargo amphibie) est un type de navire de l'United States Navy chargé de transporter des troupes, du matériel lourd et des fournitures à l'appui des opérations amphibies et de fournir un soutien d'artillerie navale lors de ces opérations.

## Histoire
Au total, 108 amphibious cargo ship ont été construits entre 1943 et 1945, ce qui représente une moyenne d'un navire tous les huit jours. Six navires supplémentaires comportant un nouveau design sont construits quelques années plus tard. Initialement nommé Attack Cargo Ships (AKA), ils sont renommés Amphibious Cargo Ships (LKA) en 1969.

### Ouvrages
- (en) Joseph H. Alexander, Storm Landings : Epic Amphibious Battles in the Central Pacific, Annapolis, Maryland, Naval Institute Press, 1997, 216 p. (ISBN 1-55750-032-0).
- (en) Thomas E. Crew, Combat Loaded : Across the Pacific on the USS, College Station, Texas, Texas A & M University Press, 2007, 256 p. (ISBN 978-1-58544-556-1 et 1-58544-556-8, lire en ligne).
- (en) Norman Friedman, U.S. Amphibious Ships and Craft : An Illustrated Design History, Annapolis, Maryland, Naval Institute Press, 2002, 659 p. (ISBN 1-55750-250-1).
- (en) Frederic C. Lane, Ships for Victory : A History of Shipbuilding under the U.S. Maritime Commission in World War II, Baltimore, Maryland, The Johns Hopkins University Press, 2001 (1re éd. 1951), 944 p. (ISBN 0-8018-6752-5).

### Ressources numériques
- (en) « Attack Cargo Ship (AKA), Amphibious Cargo Ship (LKA) », sur navsource.org (consulté le 15 novembre 2016).